# Violett

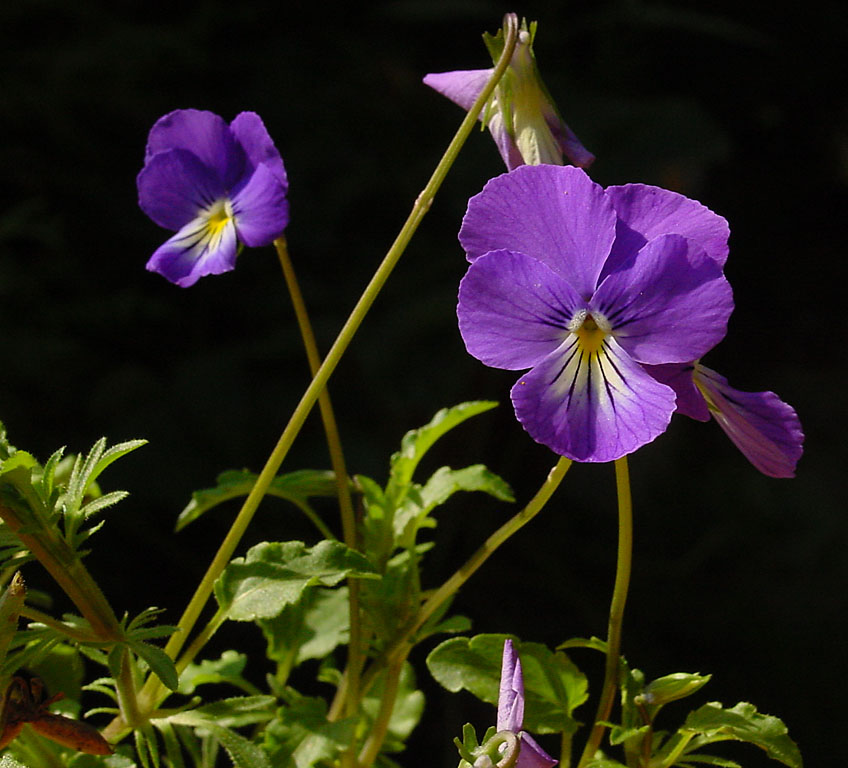
Viol

Violett är den av de traditionella sju spektralfärgerna som har den kortaste våglängden. Namnet kommer från färgen hos violer. I dagligt tal används idag färgordet lila som ungefär synonymt med violett, och tendensen är att ordet violett blir allt ovanligare. Ett annat ord för ungefär samma färgområde är  gredelin. På engelska används ordet purple som ungefär synonymt med svenskans violett, men på svenska syftar purpur oftast på mera rödaktiga färger.

## Etymologi

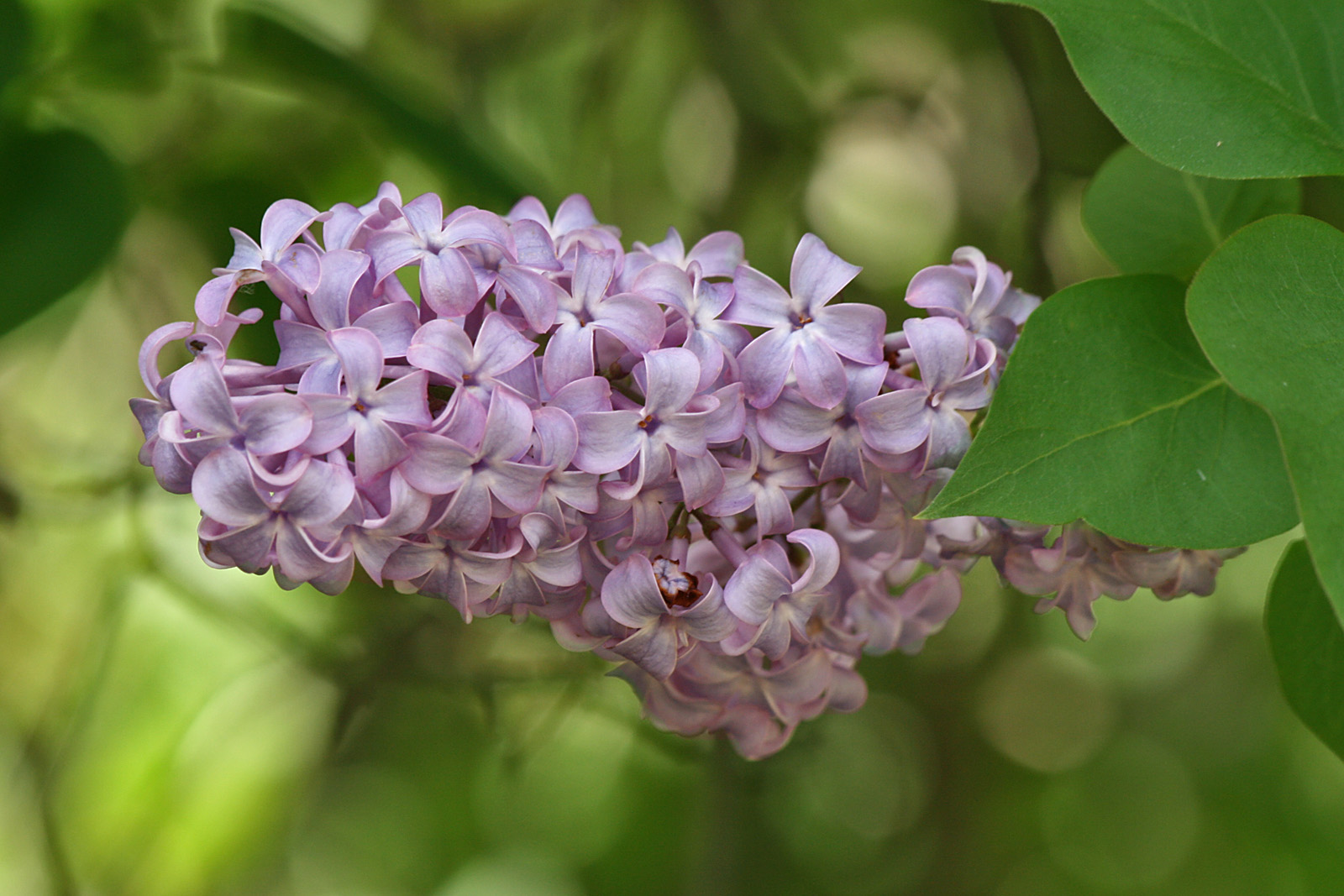
Syren, franska lilas

Lila/violett finns med bland de upp till 11 färgord som anses vara grundläggande i alla språk, men i svenska finns det inget stabilt och självklart sätt att benämna de färger som ordet kan syfta på. I början av 1800-talet kallades de blåröda färgerna normalt för violett. I slutet av 1800-talet introduceras gredelin (från franskans gris de lin, lingrå, möjligen syftande på färgen hos oblekt lingarn) och fick ett starkt men kortlivat genomslag som kommer till uttryck i Elsa Beskows böcker om Tant Grön, Tant Brun och Tant Gredelin. Från det tidiga 1900-talet har lila gradvis konkurrerat ut både gredelin och violett och är nu det i dagligt tal absolut vanligaste ordet för färger mellan rött och blått.
Ordet violett syftar på blomman viol och finns i formen fiolet belagt i svenskan sedan 1560.
Ordet lila finns belagt i svenskan från 1805 och kommer från det franska ordet för syren, lilas, vilket i sin tur kommer via spanskan från det arabiska lilak. Det som åsyftas är syrenens ljuslila blommor.
Under medeltiden kallade man violetta färger för bruna. Det lever kvar i namn som till exempel brunkulla och brunört.

## Violett i naturen
En mängd växter innehåller färgämnen av typ antocyanin, som varierar i färg mellan rött och blått. Antocynaniderna ändrar färg beroende på surhetsgraden: De är mera röda i sur miljö (lågt pH) och violetta i neutral miljö (pH cirka 7). I svagt alkalisk miljö är de blå och vid riktigt högt pH helt färglösa. I andra växter finns i stället röda till violetta betacyaniner.
Bland vilda blommor i svensk natur hör färger som mellan rött och blått till de vanligaste, tillsammans med vita blommor och starkt gula blommor.

## Violett i färgspektrum
| Ett sätt att dela upp färgspektrum | Ett sätt att dela upp färgspektrum                                                                                      | Ett sätt att dela upp färgspektrum                                                                                      | Ett sätt att dela upp färgspektrum                                                                                      |
| ---------------------------------- | --- | --- | --- |
|                                    | | | |
|                                    | | | |
|                                    | Färg | Våglängd (nm) | Frekvens (THz) |
|                                    | Röd | 625–740 | 480–405 |
|                                    | Orange | 590–625 | 508–480 |
|                                    | Gul | 565–590 | 531–508 |
|                                    | Grön | 520–565 | 577–531 |
|                                    | Cyan * | 500–520 | 600–577 |
|                                    | Blå * | 435–500 | 690–600 |
|                                    | Violett | 380–435 | 789–690 |
|                                    | | | |
| *                                  | Newtons sjudelade spektrum inkluderade ”blått” och ”indigo”, som kan ha motsvarat ”cyan” respektive ”blått” i tabellen. | Newtons sjudelade spektrum inkluderade ”blått” och ”indigo”, som kan ha motsvarat ”cyan” respektive ”blått” i tabellen. | Newtons sjudelade spektrum inkluderade ”blått” och ”indigo”, som kan ha motsvarat ”cyan” respektive ”blått” i tabellen. |

Våglängdsangivelserna för olika färgområden i spektrum varierar mellan olika källor, ett exempel visas i boxen härintill. I normala fall är det dock en blandning av olika våglängder som får oss att se en färg. Elektromagnetisk strålning med kortare våglängd än hos violett kallas ultraviolett och ger inte upphov till synintryck. Gränsen mellan violett och ultraviolett anges i olika källor till mellan 380 och 425 nanometer. Rödvioletta färger ("purpurområdet") finns inte med i färgspektrum och kan alltså inte åstadkommas genom någon enskild strålningsvåglängd (monokromatiskt ljus).

## Violetta pigment för måleri
De jordarter och krossade mineraler som gav de tidigaste pigmenten var sällan eller aldrig violetta, men violetta målningar har återfunnits i forntida målningar som grottorna i Altamira. För att kunna måla violett var man tvungen att blanda blå och röda pigment, men sådana blandningar kan inte ge riktigt intensiva och redan färger.
Den kemiska vetenskapens utveckling under 1800-talet ledde fram till nya oorganiska pigment, däribland syntetiskt ultamarinviolett och koboltviolett. Under 1900-talet lades grunden för tillverkning av en mängd organiska pigment och violett blev för första gången tillgängligt för byggnadsmålning av större ytor till rimliga kostnader. Ett dioxasinpigment med beteckningen PV23 är ett av de pigment som (2010) normalt ingår i färgtillverkarnas brytsystem för målarfärg.

## Violett som modefärg
I det forntida Egypten tillverkades violett färg för textilfärgning av en blandning av saften från Mullbärssläktets löv med gröna druvor. I det antika Romerska riket var purpur (eller violett) mycket dyrbart och reserverades för kejsaren. Lila färger fortsatte sedan ofta att visa på statusen hos styrespersoner och kungligheter.
Under medeltiden associerades violett fortsatt med kungligheter, men blev nu även kyrkans färg. Från 1100-talet avbildades jungfru Maria i medeltidens Europa i blå mantel, som ibland blev violett eller lila, och färgen blev sedan associerad med kyrkan. Violett och olika nyanser av lila användes för olika typer av präster inom Katolska kyrkan, och sedan även i professorers kåpor, då de designade sina ämbetsdräkter efter prästerskapets. I västerlandet används lila färger ofta för att visa på statusen hos styrespersoner och kungligheter. Detta härrör från antikens bruk av purpur, som var väldigt kostsamt att tillverka.
De mest populära (och helt könsneutrala) klädfärgerna under 1300-talet var rött, brunt (violett) och blått: ju klarare och intensiv färg, dess mer exklusiv var den, medan blekare och mer urvattnade nyanser var billigare.
Flera protestantiska ideologer under reformationen, som Jean Calvin och Philip Melanchthon kritiserade de färggranna katolska kyrkorna och kritiserade rött, purpur och lila, som bars av det katolska prästerskapet, och i förlängningen även andra starka färger, som ett tecken på den katolska kyrkans lyx och därmed synd och mänsklig fåfänglighet, och förespråkade istället svart som en ödmjukt anspråkslös färg.
Violett tillhörde de få färger som användes utöver svart under renässansens så kallade spanska modeperiod 1550-1620, när svart i övrigt totalt dominerade modet. Det blev sedan en populär modefärg under 1600-talet. Den användes fortsatt under 1700-talets rokoko, utan att tillhöra de vanligaste färgerna. 
När syntetiska färger uppfanns under 1800-talet blev violett, som tidigare hade varit en mycket dyrbar och därför sällsynt färg, billigare och mer tillgänglig, och färgen kom att bli en av de mest populära modefärgerna under viktoriansk tid. Violett ansågs vara en melankolisk och känslig färg, och dess symbolik uppskattades under romantikens era då sådana känslor idealiserades, och violett användes också till lättare sorgdräkt. Den så kallade malvafärgen (mauve) blev berömd som en av de första syntetiska modefärgerna under 1850-talet.

## Violetta HTML-färger
Bland HTML-färgerna för bildskärmar finns många med engelska namn som kan översättas till violett. Här visas koordinaterna för några av dem.

## Symboliska betydelser av violett
Som liturgisk färg symboliserar lila botgörelse och eftertanke och används under advent och fastan.
I Sverige använder Piratpartiet lila som partifärg.
Purpur är en heraldisk färg, men är åtminstone i Sverige ovanlig som sådan.
Lila trianglar användes i koncentrationsläger i Nazityskland som den symbol som medlemmar av Jehovas vittnen var tvungna att bära.

## Galleri

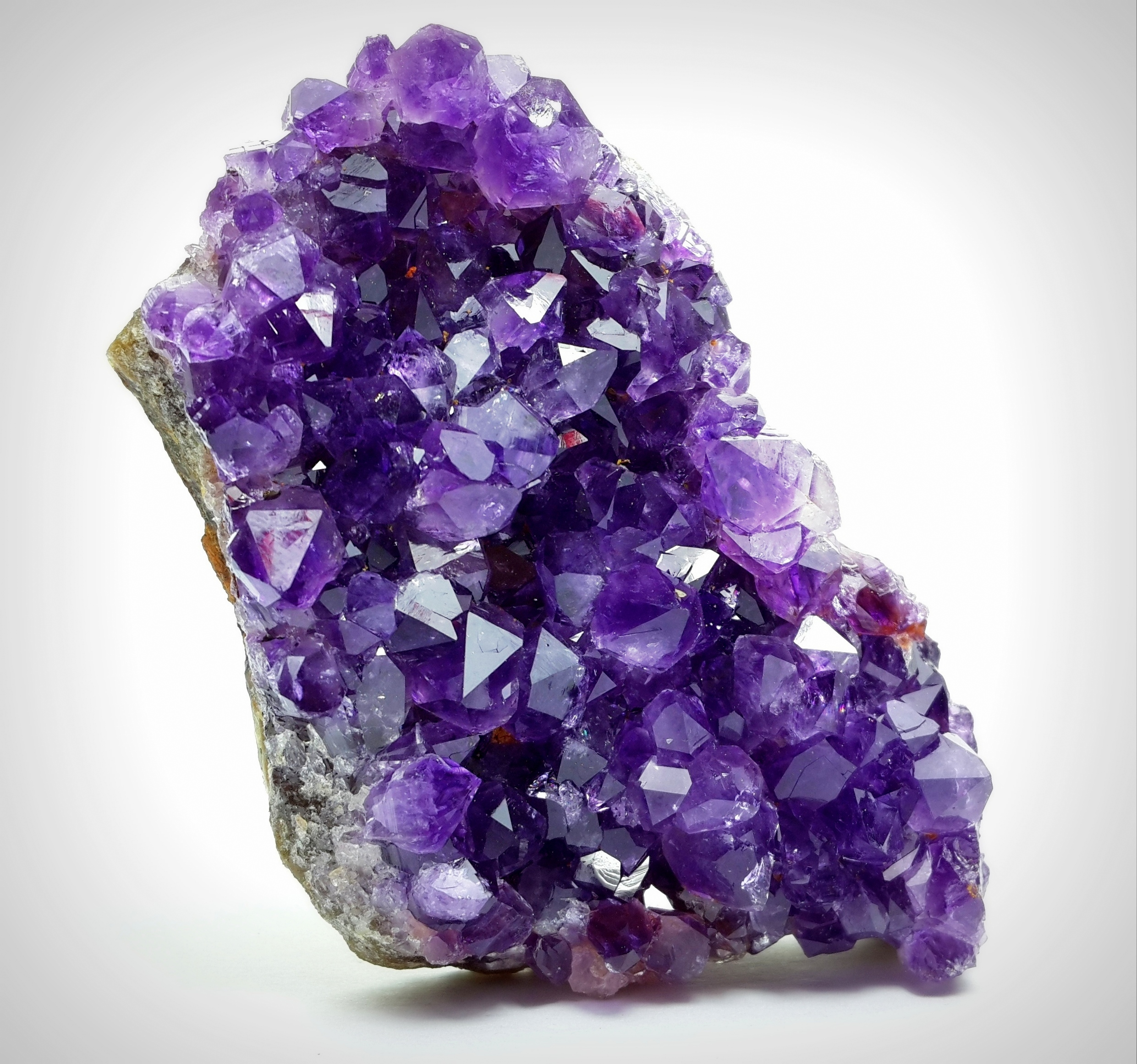
Amatista Laye 2
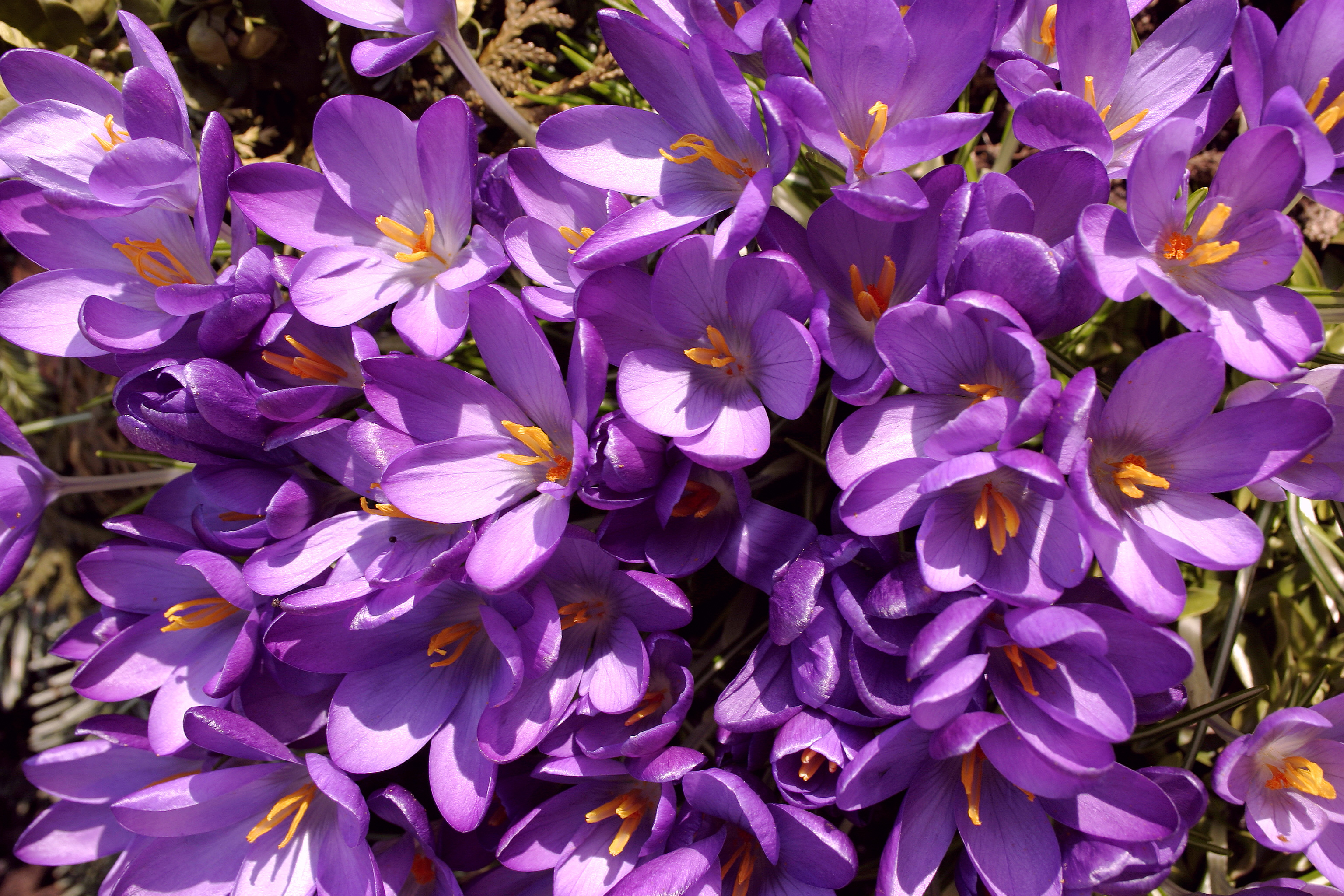
- Crocus -
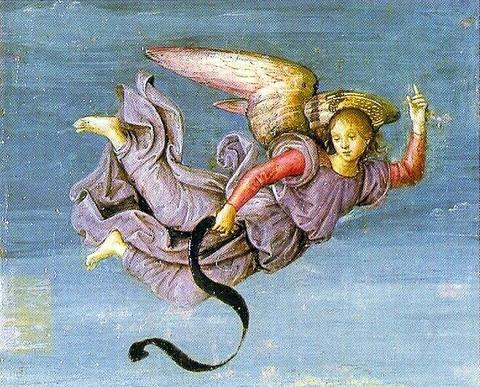
Rafael - Ressurreição de Cristo (detalhe - anjo)
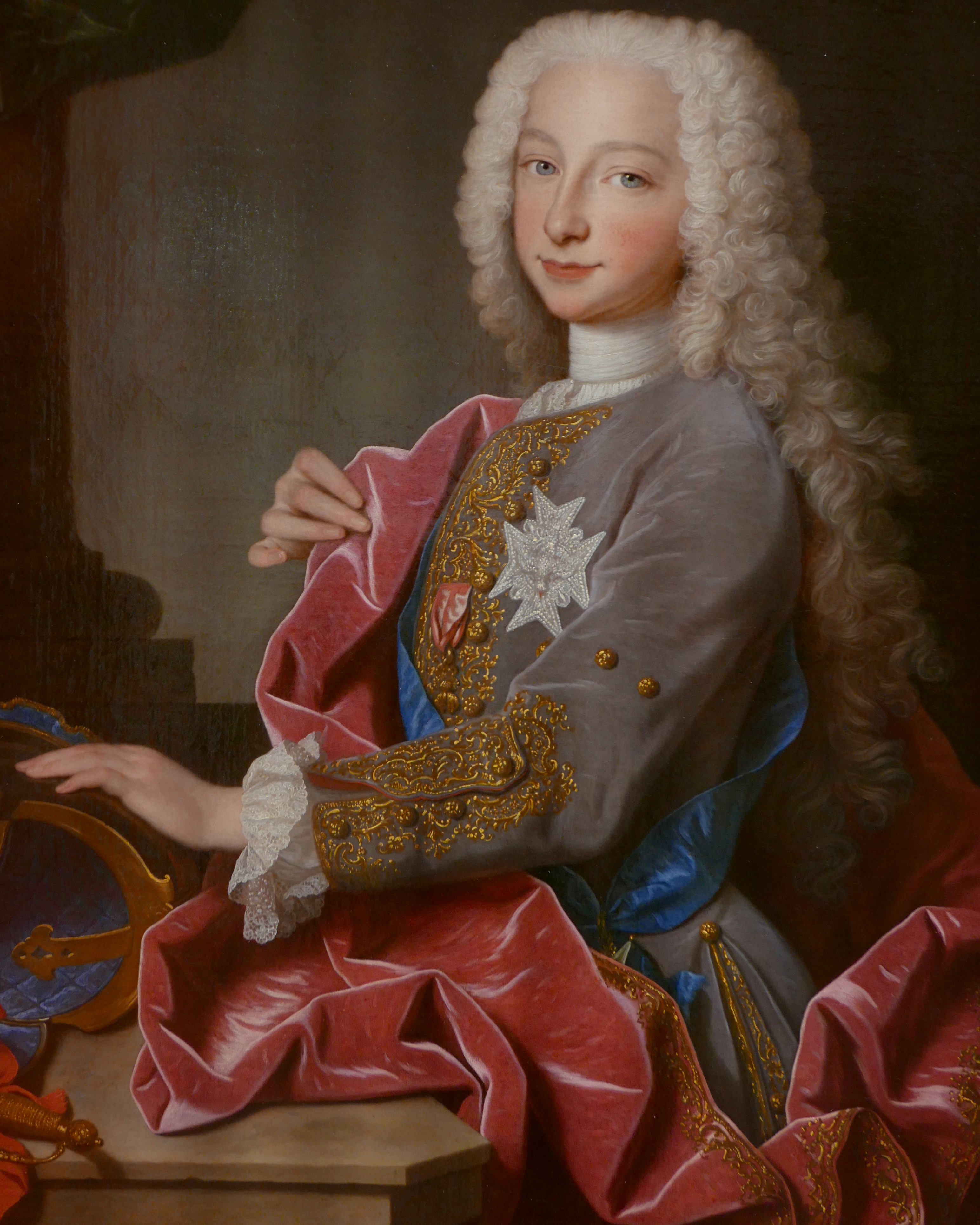
Musée Fabre expo. Jean Ranc48 Ranc Jean infant Charles
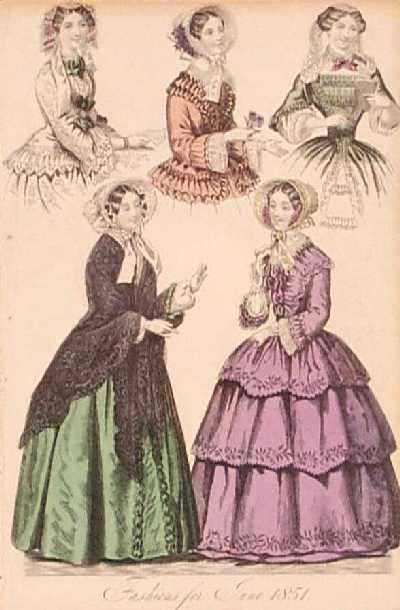
Fashion plate June 1851